# Forns de Can Blanc
Els Forns de Can Blanc es troben al Parc de la Serralada Litoral, concretament a Òrrius (el Maresme).

## Descripció
Són 2 forns diferents que es troben a prop de Can Blanc: el de dalt del camí (més petit) té unes mides aproximades de 2,5 x 3 metres de planta i 3 m d'alçària. Dues de les parets laterals estan derruïdes. La boca, ran de terra, és molt petita. Podria tractar-se d'un forn de calç. El de la part inferior, més gran, presenta uns detalls constructius més elaborats i està en millor estat. Les quatre parets de la cambra estan senceres, amb dues boques d'entrada simètriques fetes de volta de totxo. La planta és aproximadament de 3,5 x 3 m i 4 m d'alçària, amb una graella típica de forn de terrissa.

## Accés
Són ubicats a Òrrius: cal situar-se a la masia de Can Blanc, a la pista que va d'Òrrius al Coll de Gironella. Uns 70 m més avall de la masia surt un caminet a l'esquerra que s'enfila i de seguida entronca amb un altre, que agafem a la dreta. Al cap de 100 m el camí travessa el torrent fent un revolt i 30 m més endavant hi ha els dos forns, un a cada banda. Coordenades: x=446626 y=4599650 z=359.